# Marah
Pour les articles homonymes, voir Marah (homonymie).
 (août 2020).
Si vous disposez d'ouvrages ou d'articles de référence ou si vous connaissez des sites web de qualité traitant du thème abordé ici, merci de compléter l'article en donnant les références utiles à sa vérifiabilité et en les liant à la section « Notes et références ».
Pour l’article ayant un titre homophone, voir Mara.

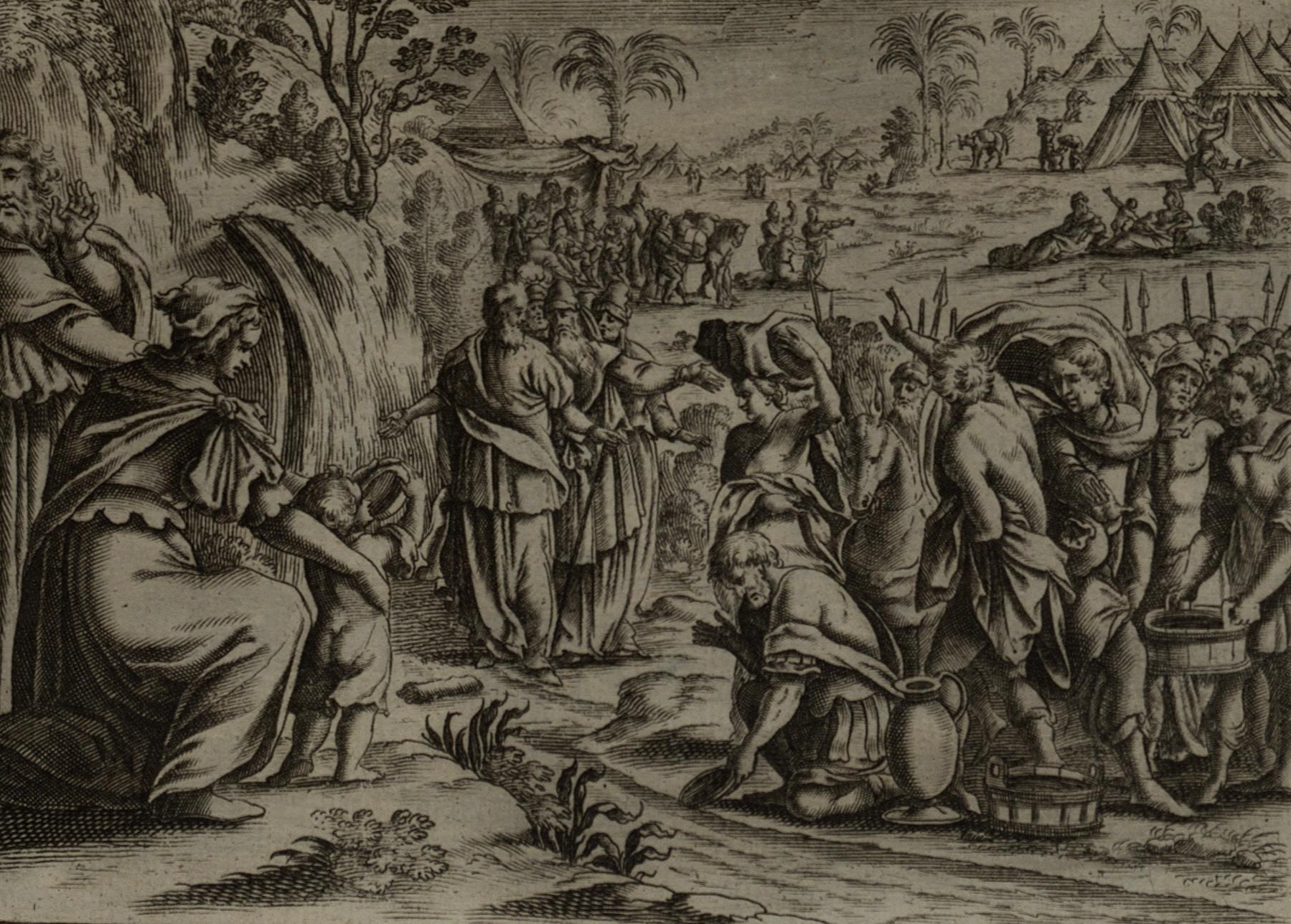
Source d'eau, désormais pure, à Marah.

Marah (מָרָה) est l'un des lieux que la Torah identifie comme ayant été traversé par les Israélites pendant l'Exode (Exode xv, 23 ; Nombres xxxiii, 8). Le récit biblique indique que s'y trouvait une source dont les eaux étaient si amères que les Israélites ne pouvaient en boire. Ils récriminèrent contre Moïse qui, sur une inspiration divine, trempa dans la fontaine un « certain arbre » qui enleva l'amertume de l'eau, si bien que les gens purent en boire. Il s'agit probablement d’'Ain Hawarah où se trouvent plusieurs sources très amères, à 47 km de 'Ayun Mousa.
Le nom de Marah signifie « amertume » : les commentateurs de la Bible voient donc dans le récit un mythe étiologique visant à en justifier le nom.